# Dorcadion frustrator
Dorcadion frustrator là một loài bọ cánh cứng trong họ Cerambycidae.